# Rio Fântâna Fătului
O Rio Fântâna Fătului é um rio da Romênia, afluente do Sărăceaua, localizado no distrito de Dolj.